# تشارلز مانلي سميث
تشارلز مانلي سميث (بالإنجليزية: Charles Manley Smith)‏ هو سياسي أمريكي، ولد في 3 أغسطس 1868 في الولايات المتحدة، وتوفي بنفس المكان في 12 أغسطس 1937. حزبياً، نشط في الحزب الجمهوري. وقد انتخب عضو مجلس نواب فيرمونت وانتخب Lieutenant Governor of Vermont ‏ وانتخب حاكم فيرمونت ‏ (10 يناير 1935 – 7 يناير 1937).